# Zeta Capricorni
Zeta Capricorni (Yan (燕), Yen, 34 Capricorni) é uma estrela na direção da constelação de Capricornus. Possui uma ascensão reta de 21h 26m 40.03s e uma declinação de −22° 24′ 41.0″. Sua magnitude aparente é igual a 3.77. Considerando sua distância de 398 anos-luz em relação à Terra, sua magnitude absoluta é igual a −1.66. Pertence à classe espectral G4Ibp.... É componente do sistema epsilon Lyrae.